# JR 신주쿠 미라이나 타워
신주쿠 미라이나타와(일본어: JR新宿ミライナタワー)는 일본 도쿄에 위치한 마천루다.

## 같이 보기
- 일본의 건축물 및 구조물 목록
- 도쿄의 건축물 및 구조물 목록